# Partita della lattina
Partita della lattina (de. Büchsenwurfspiel) è il nome con cui è stato denominato in Italia l'incontro di calcio valevole per l'andata degli ottavi di finale della Coppa dei Campioni 1971-1972, disputato il 20 ottobre 1971 a Mönchengladbach, in Germania Ovest, tra i padroni di casa del Borussia M'gladbach e gli italiani dell'Inter, successivamente annullato dalla giustizia sportiva europea a causa di una lattina lanciata da un tifoso della squadra tedesca che colpì l'attaccante interista Roberto Boninsegna.

## L'antefatto
Nei sedicesimi entrambe le squadre si erano sbarazzate a suon di gol dei rispettivi avversari: il Mönchengladbach aveva liquidato gli irlandesi del Cork Hibernians (5-0 e 2-1), mentre l'Inter aveva ipotecato la qualificazione già nell'incontro di andata battendo a San Siro l'AEK Atene per 4-1, per poi limitare i danni nel match di ritorno venendo sconfitta per 2-3.
L'Inter, forte della vittoria del cosiddetto "Scudetto del sorpasso", vantava alcuni interpreti di caratura mondiale; il Borussia Mönchengladbach aveva invece appena vinto la sua seconda Bundesliga, ma i suoi giovani talenti erano ancora emergenti in campo internazionale e poco conosciuti in Italia. Curiosamente, la comitiva interista alloggiò nella città di Colonia, in un albergo a pochi passi dal celebre Duomo, e i giocatori visitarono la cittadina di Mönchengladbach e il piccolo Bökelbergstadion solo alla vigilia dell'incontro.

## L'incontro
Al settimo minuto il Mönchengladbach si portò in vantaggio grazie a Jupp Heynckes. Boninsegna pareggiò al 19', ma l'equilibrio durò due soli minuti, fino al gol del 2-1 di Ulrik le Fevre.
Al 29' Boninsegna si stava apprestando a effettuare una rimessa laterale quando venne colpito al capo da una lattina di Coca-Cola e cadde a terra. I nerazzurri, a stento trattenuti dal tecnico Giovanni Invernizzi, assediarono l'arbitro, l'olandese Jef Dorpmans, chiedendo la sospensione dell'incontro. I tedeschi a loro volta reagirono accusando gli italiani di messa in scena e si formarono diversi capannelli al centro del campo.
Mentre in campo regnava la confusione, il corpo contundente sparì, apparentemente nascosto dai tedeschi. Il capitano interista Sandro Mazzola notò allora nel settore di provenienza dell'oggetto due tifosi italiani, uno dei quali stava bevendo proprio da una lattina di Coca-Cola; si precipitò verso di loro, si fece consegnare il recipiente ormai vuoto e lo consegnò all'arbitro millantando che esso fosse l'oggetto che aveva colpito Boninsegna.
Invernizzi sostituì Boninsegna, uscito in barella dal terreno di gioco perché incapace di proseguire a giudizio del medico sociale: al centravanti verrà riscontrata una forte contusione parietale in seguito al colpo subito. L'arbitro dispose quindi la ripresa la partita, che fu giocata di fatto solo dal Mönchengladbach: i tedeschi andarono in gol altre cinque volte nei 60 minuti successivi grazie al lassismo dell'Inter; i nerazzurri, criticati per tale atteggiamento nei commenti del dopopartita, si giustificarono addebitando la pessima prestazione al contraccolpo psicologico causato dall'uscita di Boninsegna nonché alla convinzione di ottenere la vittoria a tavolino in seguito all'incidente.
Le Fevre, Günter Netzer e Heynckes chiusero sul 5-1 prima dell'intervallo, con due dei tre gol propiziati da errori del portiere interista Lido Vieri, sostituito a inizio ripresa da Ivano Bordon. Nei primi minuti del secondo tempo segnò ancora Netzer, mentre verso la fine dell'incontro l'infortunio di Jair lasciò l'Inter in dieci uomini e una rete di Klaus-Dieter Sieloff su un rigore dubbio suggellò il definitivo 7-1. A chiusura della partita si verificò l'espulsione di Mario Corso, il quale, dopo inutili proteste per l'assegnazione del penalty, avrebbe rifilato un calcio al direttore di gara (Corso si dichiarò sempre innocente, e alcune fonti attribuiscono il gesto antisportivo a Gian Piero Ghio, subentrato a Boninsegna).

## L'annullamento e la ripetizione

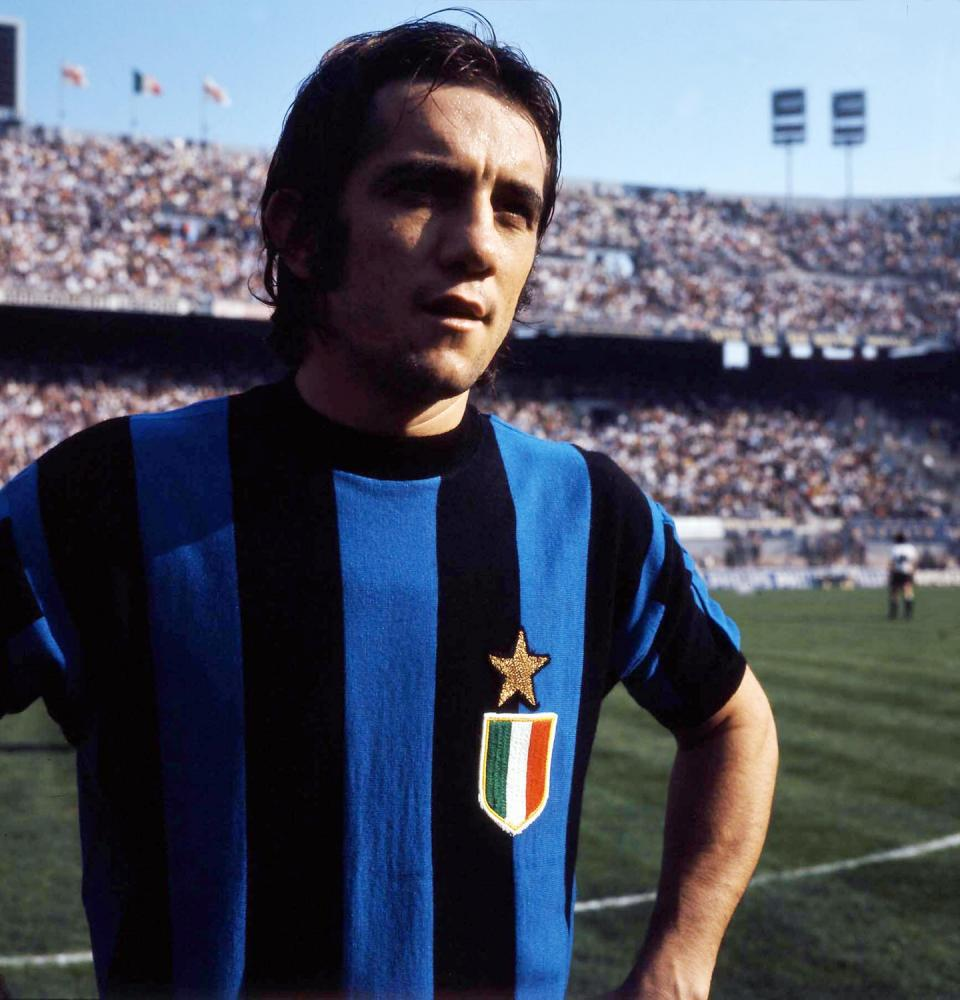
Roberto Boninsegna, qui nella stagione 1971-72, protagonista dell'incidente di Mönchengladbach.

Come detto, l'esito della partita fu frutto del sostanziale disimpegno con cui i giocatori dell'Inter l'avevano affrontata, motivati dalla sicurezza di vedersi riconosciuta la vittoria a tavolino a seguito del lancio della lattina a Boninsegna; la stampa fece tuttavia notare che tale atteggiamento non era giustificabile in tale modo, in quanto il sovvertimento del risultato da parte dell'UEFA non era affatto scontato e che anzi il regolamento della federazione europea in caso di incidenti non prevedeva modifiche giudiziarie di punteggio ma, al più, squalifiche del campo e sanzioni economiche a società o giocatori.
L'avvocato Giuseppe Prisco, vicepresidente dell'Inter, avanzò comunque reclamo chiedendo l'assegnazione della vittoria. I dirigenti del Mönchengladbach, di fronte all'atteggiamento a loro dire vittimistico messo in atto dal club italiano per sovvertire il risultato conseguito sul campo, accusarano i nerazzurri di «aver agito da navigati professionisti».
Il caso fu dibattuto per una settimana, fino a che il 29 ottobre si giunse a un verdetto giudicato equilibrato stante la lacunosa legislazione UEFA all'epoca: il tribunale sportivo a Ginevra annullò la gara e ne ordinò la ripetizione a Berna, infliggendo contestualmente una multa di un milione e mezzo di franchi svizzeri al Mönchengladbach; contestualmente sanzionò Mario Corso con una squalifica nelle competizioni UEFA fino al 31 dicembre 1972 (14 mesi) per aggressione all'arbitro olandese e squalificò il campo della società tedesca per un turno di competizioni UEFA.
Nella Germania occidentale l'episodio accese sentimenti di xenofobia sia nei confronti degli svizzeri, rei di avere punito ingiustamente una squadra tedesca, sia contro gli italiani, accusati di avere spuntato un verdetto favorevole grazie alle «loro note qualità di teatranti»: la campagna stampa raggiunse il culmine quando il canale radiofonico di Stato, che normalmente teneva in coda gli avvenimenti sportivi, comunicò l'annullamento come seconda notizia a scapito di politica estera, economia e relazioni su visite di Stato.
Il clima di indignazione anti-italiana suscitò timori tali che il sindaco di Mönchengladbach riferì all'ambasciatore italiano a Bonn che non si erano registrati in città episodi di intolleranza o rappresaglia nei confronti degli italiani e che erano state comunque disposte misure ulteriori di sicurezza a loro difesa.
Dalle colonne dell'Unità, altresì, pur sottolineando la positività del giudizio dell'UEFA, il giornalista sportivo Kino Marzullo definì il risultato ottenuto dall'Inter «un piccolo capolavoro di diplomazia, di quella per intenderci che vedeva la contessa Castiglione dare — chiamiamola così — una mano a Costantino Nigra per convincere Napoleone III ad appoggiare il Piemonte».
Il ritorno, che di fatto diventava l'andata, si disputò il 3 novembre 1971 a San Siro e fu vinto per 4-2 dall'Inter con gol di Mauro Bellugi, Boninsegna, Jair e Ghio per l'Inter, e di le Fevre e Hans-Jürgen Wittkamp per il Mönchengladbach.
Nell'attesa della ripetizione della partita d'andata si tenne il procedimento d'appello a seguito di ricorso del Borussia Mönchengladbach, che presentò una memoria difensiva articolata su 6 punti che vertevano essenzialmente sul fatto che la lattina non avesse danneggiato Boninsegna in maniera invalidante, che l'UEFA fosse stata influenzata dall'opinione pubblica italiana, che i giocatori dell'Inter avessero messo in atto una manovra a scopo vittimistico e, infine, che l'arbitro avesse ritenuto di poter condurre a termine l'incontro senza alcun problema; dal canto suo l'Inter chiese invece l'espulsione del Borussia dalle competizioni europee nonché l'annullamento della squalifica a Mario Corso.
Dopo solo un giorno di esame a porte chiuse, ovvero senza ammissione al dibattimento dei legali rappresentanti dei due club, la commissione d'appello dell'UEFA confermò sia l'annullamento della gara d'andata che la squalifica a Corso, concedendo alla squadra tedesca solo di poter giocare in Germania Ovest la gara annullata, ferma restando la squalifica di un turno del campo interno.
Il 1º dicembre successivo si tenne infine la ripetizione allo stadio Olimpico di Berlino: grazie a una difesa serrata e all'eccellente prestazione del semiesordiente Ivano Bordon in porta, che parò a Klaus-Dieter Sieloff un rigore concesso dall'esperto arbitro inglese Jack Taylor, i tedeschi non riuscirono a marcare e la partita terminò 0-0, qualificando l'Inter ai quarti di finale.

## Le contrastanti versioni dell'episodio
«Da Mönchengladbach, quella volta tornai col soprabito macchiato di Coca-Cola. La lattina più famosa del calcio europeo, infatti volò verso la nuca di Bobo Boninsegna passando esattamente sulla mia testa, e su quelle di Oddone Nordio, del Carlino, ambedue inviati al seguito dell'Inter in Coppa Campioni. Gli spruzzi di un liquido scuro (dapprima si pensò fosse birra nera) mi sembra di vederli ancora luccicare nella luce dei fari. E ricordo, come fosse ieri, l'impatto, durissimo, con la testa di Boninsegna. Che crollò a terra, tramortito. E vidi, altrettanto distintamente, Sandro Mazzola chinarsi, raccogliere qualcosa, consegnarlo all'arbitro, il disorientato olandese Porpman [sic]. Mi voltai di scatto: un giovane, biondo e atticciato, cercava di sgattaiolare dal suo posto di tribuna, ma fu subito afferrato da un paio di poliziotti che lo trascinarono via senza complimenti. Avevo un impermeabile chiaro: le macchie di Coca-Cola lasciarono un tenue alone anche dopo le fatiche del lavasecco, al ritorno in Italia.»

— Alfeo Biagi
Non esistendo all'epoca la prova televisiva, nessuno può affermare con certezza cosa successe quella sera, ma sono numerose le testimonianze sull'evento. La maggior parte di esse, soprattutto sul versante tedesco, sostiene che la lattina lanciata dagli spalti fosse vuota e accartocciata, che Boninsegna fu colpito in modo leggero e che tutta la sceneggiata venne architettata dai medici e dirigenti dell'Inter per ottenere la vittoria a tavolino. Dal lato italiano un prezioso contributo risulta essere quello di un giornalista, Alfeo Biagi, che ricorda di aver visto passare la lattina sopra la propria testa e quella del collega Oddone Nordio del Resto del Carlino, nonché l'immediata caduta di Boninsegna in seguito al duro impatto con l'oggetto e la cattura del responsabile del lancio da parte delle forze dell'ordine; le macchie che la lattina lasciò al suo passaggio sopra di lui furono inizialmente scambiate per birra scura, salvo poi accorgersi che si trattava di Coca-Cola.
Boninsegna ha sempre negato le accuse di una messinscena: il protagonista della vicenda spiegò a più riprese di essere svenuto per il colpo subito, precisando che, dopo essersi ripreso, il medico sociale dell'Inter lo aveva obbligato a tornare negli spogliatoi per farsi curare malgrado volesse continuare a giocare. In precedenza, Mazzola aveva raccontato di aver provato a far desistere gli avversari dalle loro offensive di gioco, in previsione del fatto che il match sarebbe stato dichiarato nullo, ma invano. Pur riconoscendo la qualità della rosa del Mönchengladbach, entrambi i calciatori interisti rimarcarono, inoltre, che il risultato di 7-1 non si sarebbe mai verificato in condizioni di gioco normali.
In merito alla "partita della lattina" l'arbitro dell'incontro, Jef Dorpmans, ha riferito versioni contraddittorie: la sera stessa dell'incontro il direttore di gara olandese spiegò al quotidiano italiano La Stampa che non riteneva che l'Inter avrebbe potuto ottenere la vittoria a tavolino, in base a precedenti analoghi, ma definì l'incidente occorso a Boninsegna «deplorevole» e anticipò che avrebbe scritto nel suo rapporto che aveva sicuramente influito sull'esito della partita. Nel 2009, intervistato in occasione del trentottesimo anniversario della partita da giornalisti tedeschi, Dorpmans ha fornito, invece, un resoconto molto diverso: l'arbitro dichiarò, infatti, che quella sera non vide il lancio della lattina ma che gli italiani cercarono subito di approfittare della situazione chiedendogli con insistenza la sospensione della partita; aggiunse inoltre che rimase sorpreso della decisione della UEFA di ripetere l'incontro perché sia lui che il delegato UEFA di quell'incontro, l'inglese Matt Busby, erano d'accordo nel giudicare quell'evento come ininfluente sul risultato finale.

## Tabellino dell'incontro annullato
| Arbitro: | Dorpmans |

| |            | |
| Heynckes 7’, 44’ le Fevre 21’, 34’ Netzer 42’, 52’ Sieloff 83’ (rig.) | Marcatori  | 19’ Boninsegna |
| · Wolfgang Kleff · Berti Vogts · Ludwig Müller · Klaus-Dieter Sieloff · Hartwig Bleidick · Rainer Bonhof · 83’ Günter Netzer · Christian Kulik · Herbert Wimmer · Jupp Heynckes · Ulrik le Fevre · Sostituzioni: · 83’ Hans-Jürgen Wittkamp | Formazioni | · Lido Vieri 46’ · Gabriele Oriali · Mario Giubertoni · Tarcisio Burgnich · Giacinto Facchetti · Bernardino Fabbian · Gianfranco Bedin · Mario Corso 86’ · Sandro Mazzola · Jair · Roberto Boninsegna 28’ · Sostituzioni: · Gian Piero Ghio 28’ · Ivano Bordon 46’ |
| Hennes Weisweiler | Allenatori | Giovanni Invernizzi |